# Seamus Dunne
Seamus Dunne (Wicklow, 1930. április 13. – 2016. szeptember 28.) válogatott ír labdarúgó, hátvéd, edző.

## Pályafutása

### Klubcsapatban
A Shelbourne FC korosztályos csapatában kezdte a labdarúgást. 1947-48-ban a Drogheda, 1948-49-ben a Wicklow Town, 1949-50-ben nevelőklubja a Shelbourne labdarúgója volt. 1950-ben szerződött Angliába, a Luton Town csapatához, ahol 1961-ig játszott. 1961 és 1964 között Yiewsley játékosa volt. 1964 és 1970 között a Dunstable Town játékos-edzője volt.
1952 és 1960 között 15 alkalommal szerepelt az ír válogatottban.